# Hakea rostrata
Hakea rostrata är en tvåhjärtbladig växtart som beskrevs av F. Müll.. Hakea rostrata ingår i släktet Hakea och familjen Proteaceae. Inga underarter finns listade i Catalogue of Life.